# شو (میسیسیپی)
شو (به انگلیسی: Shaw) شهری در ایالت میسیسیپی کشور ایالات متحده آمریکا است که جمعیت آن در سرشماری سال ۲۰۱۰ میلادی، ۱٬۹۵۲
نفر بوده‌است.